# Ryan Parent
Pour les articles homonymes, voir Parent.
Ryan Parent (né le 17 mars 1987 à Prince Albert, ville de la Saskatchewan au Canada) est un joueur professionnel canadien de hockey sur glace.

## Carrière de joueur
Il commence sa carrière en jouant dans la Ligue de hockey de l'Ontario en 2003 sous les couleurs du Storm de Guelph. Il est choisi lors du repêchage d'entrée dans la Ligue nationale de hockey de 2005 par les Predators de Nashville lors de la première ronde. Il est le 18e joueur choisi mais ne commence pas pour autant à jouer dans la LNH.
Il reste encore jouer dans l'OHL mais en mai 2006, il signe son premier contrat professionnel pour une durée d'un an avec les Predators. Il ne joue toujours pas dans la LNH mais à la place rejoint la Ligue américaine de hockey et les Admirals de Milwaukee au cours des séries éliminatoires de la Coupe Calder. L'équipe est éliminée lors de la troisième ronde des séries et au mois de septembre suivant, il est réaffecté à son équipe junior de l'OHL. Il participe avec l'équipe LHO au Défi ADT Canada-Russie en 2005 et 2006.
Au cours de la saison 2006-07, les Predators vont échanger Parent en compagnie de Scottie Upshall et d'un choix de première ronde au prochain repêchage en retour de Peter Forsberg des Flyers de Philadelphie. Il va jouer son premier match dans la LNH cette saison mais ne sera pas retenu dans l'effectif de l'équipe pour la saison suivante. Il joue tout de même une vingtaine de matchs dans la saison et joue ses premiers matchs des séries de la LNH à la fin de la saison lors de la série contre les Penguins de Pittsburgh. Il réalise une aide lors du quatrième match, première victoire de l'équipe contre les voisins de la Pennsylvanie. L'équipe va tout de même perdre au cours du match suivant sur la marque de 6 buts à 0.

### Carrière internationale
Parent joue ses premiers matchs sous le maillot de l'équipe nationale du Canada lors du championnat du monde moins de 18 ans en 2004. Il va également jouer avec l'équipe junior lors des championnats du monde junior de 2005 et de 2006, remportant les deux années la médaille d'or.

## Statistiques

### En club
| Saison     | Équipe                            | Ligue      |     | Saison régulière | Saison régulière | Saison régulière | Saison régulière | Saison régulière |   | Séries éliminatoires | Séries éliminatoires | Séries éliminatoires | Séries éliminatoires | Séries éliminatoires |
| Saison     | Équipe                            | Ligue      | PJ  | B                | A                | Pts              | Pun              | PJ               | B | A                    | Pts                  | Pun                  |                      |                      |
| 2003-2004  | Storm de Guelph                   | LHO        | 58  | 1                | 5                | 6                | 18               | 22               | 0 | 0                    | 0                    | 2                    |                      |                      |
| 2004-2005  | Storm de Guelph                   | LHO        | 66  | 2                | 17               | 19               | 36               | 4                | 0 | 1                    | 1                    | 4                    |                      |                      |
| 2005-2006  | Storm de Guelph                   | LHO        | 60  | 4                | 17               | 21               | 122              | 15               | 1 | 4                    | 5                    | 24                   |                      |                      |
| 2005-2006  | Admirals de Milwaukee             | LAH        | -   | -                | -                | -                | -                | 10               | 0 | 0                    | 0                    | 4                    |                      |                      |
| 2006-2007  | Storm de Guelph                   | LHO        | 43  | 3                | 7                | 10               | 86               | 4                | 0 | 1                    | 1                    | 14                   |                      |                      |
| 2006-2007  | Phantoms de Philadelphie          | LAH        | 6   | 1                | 0                | 1                | 4                | -                | - | -                    | -                    | -                    |                      |                      |
| 2006-2007  | Flyers de Philadelphie            | LNH        | 1   | 0                | 0                | 0                | 0                | -                | - | -                    | -                    | -                    |                      |                      |
| 2007-2008  | Phantoms de Philadelphie          | LAH        | 53  | 1                | 7                | 8                | 42               | -                | - | -                    | -                    | -                    |                      |                      |
| 2007-2008  | Flyers de Philadelphie            | LNH        | 22  | 0                | 0                | 0                | 6                | 4                | 0 | 1                    | 1                    | 0                    |                      |                      |
| 2008-2009  | Phantoms de Philadelphie          | LAH        | 15  | 0                | 1                | 1                | 18               | -                | - | -                    | -                    | -                    |                      |                      |
| 2008-2009  | Flyers de Philadelphie            | LNH        | 31  | 0                | 4                | 4                | 10               | 6                | 0 | 0                    | 0                    | 2                    |                      |                      |
| 2009-2010  | Flyers de Philadelphie            | LNH        | 48  | 1                | 2                | 3                | 20               | 17               | 1 | 0                    | 1                    | 2                    |                      |                      |
| 2010-2011  | Canucks de Vancouver              | LNH        | 4   | 0                | 0                | 0                | 0                | -                | - | -                    | -                    | -                    |                      |                      |
| 2010-2011  | Moose du Manitoba                 | LAH        | 39  | 1                | 1                | 2                | 56               | -                | - | -                    | -                    | -                    |                      |                      |
| 2011-2012  | Wolves de Chicago                 | LAH        | 22  | 1                | 5                | 6                | 31               | -                | - | -                    | -                    | -                    |                      |                      |
| 2012-2013  | Admirals de Norfolk               | LAH        | 56  | 0                | 5                | 5                | 52               | -                | - | -                    | -                    | -                    |                      |                      |
| 2013-2014  | Admirals de Norfolk               | LAH        | 26  | 0                | 3                | 3                | 26               | 5                | 0 | 0                    | 0                    | 4                    |                      |                      |
| 2014-2015  | Reign d'Ontario                   | ECHL       | 6   | 0                | 1                | 1                | 2                | -                | - | -                    | -                    | -                    |                      |                      |
| 2014-2015  | IceCaps de Saint-Jean             | LAH        | 22  | 0                | 2                | 2                | 16               | -                | - | -                    | -                    | -                    |                      |                      |
| 2014-2015  | Penguins de Wilkes-Barre/Scranton | LAH        | -   | -                | -                | -                | -                | 2                | 0 | 0                    | 0                    | 0                    |                      |                      |
| 2015-2016  | Penguins de Wilkes-Barre/Scranton | LAH        | 12  | 0                | 0                | 0                | 16               | 9                | 0 | 2                    | 2                    | 8                    |                      |                      |
| Totaux LNH | Totaux LNH                        | Totaux LNH | 106 | 1                | 6                | 7                | 36               | 27               | 1 | 1                    | 2                    | 8                    |                      |                      |

### Statistiques en équipe nationale
| Année | Équipe | Compétition                  |   | PJ | B | A | Pts | Pun           |  | Résultat |
| 2004  | Canada | Championnat du monde -18 ans | 6 | 0  | 0 | 0 | 6   | 4e position   |  |          |
| 2005  | Canada | Championnat du monde junior  | 6 | 0  | 0 | 0 | 12  | Médaille d'or |  |          |
| 2006  | Canada | Championnat du monde junior  | 6 | 0  | 0 | 0 | 6   | Médaille d'or |  |          |